# Canthidium monoceros
Canthidium monoceros är en skalbaggsart som beskrevs av Edgar von Harold 1869. Canthidium monoceros ingår i släktet Canthidium och familjen bladhorningar. Inga underarter finns listade.